# 인터폰

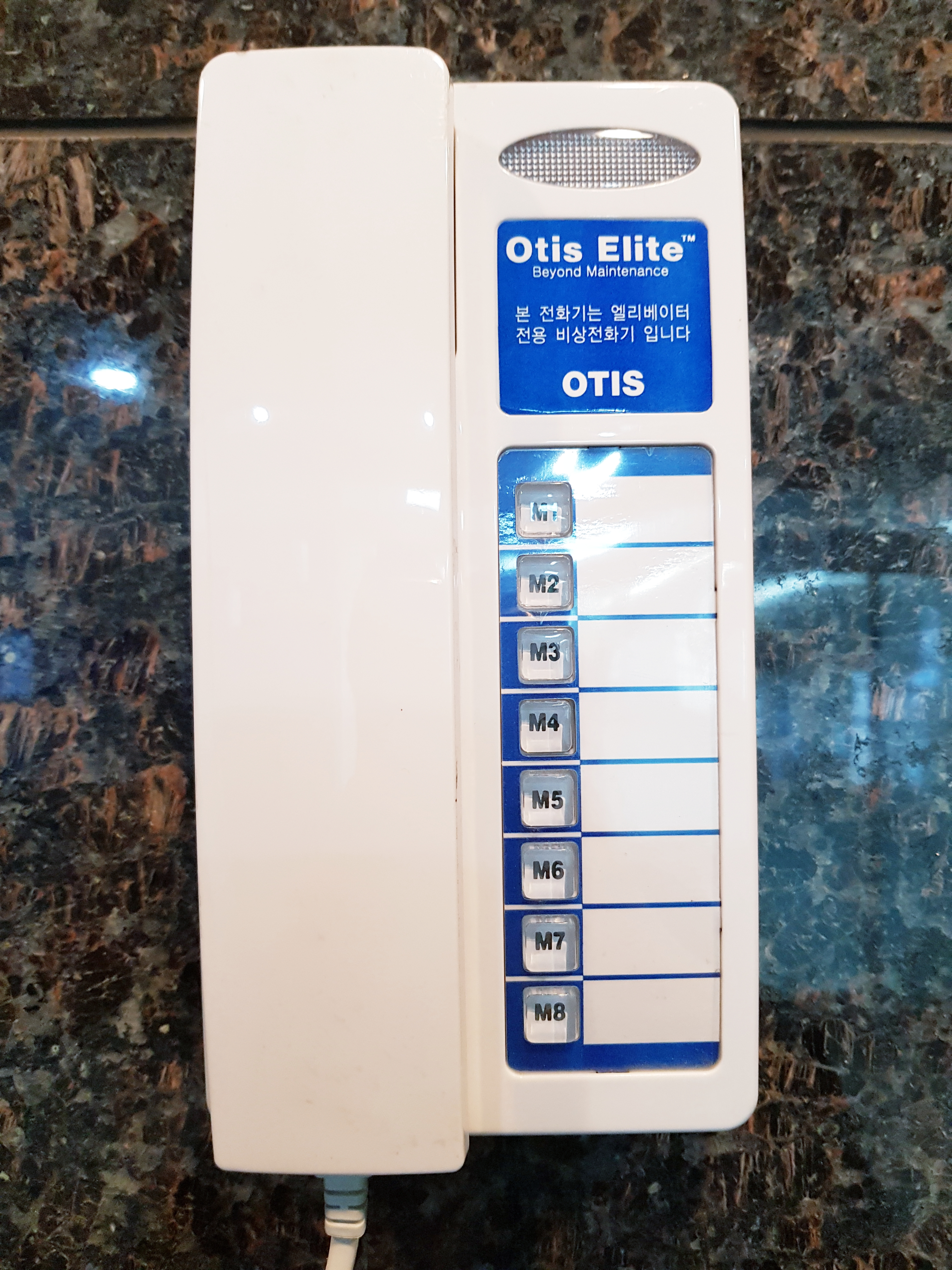
엘리베이터 긴급전화

인터폰 또는 인터콤(영어: interphone 또는 intercom, doorphone, talkback)은 아파트, 호텔, 사무실·빌딩, 교회, 식당·레스토랑·음식점 등 건물의 내부에 설치되는 구내 전화기이며, 보통 일반 전화기를 활용하는 수단을 목적으로 인터폰을 설치하는 경우도 있다.
건물, 소규모 건물 집합 또는 작은 서비스 지역 내에서 휴대 가능한 독립형 음성 통신 시스템으로, 공중 전화 네트워크와 독립적으로 기능한다. 인터콤은 일반적으로 건물과 차량에 영구적으로 장착되지만 분리 가능하고 휴대할 수도 있다. 인터콤에는 전관 방송 스피커 시스템, 워키토키, 전화 및 기타 인터콤 시스템에 대한 연결이 통합될 수 있다. 일부 인터콤 시스템에는 신호등 및 도어 래치와 같은 장치 제어 기능이 통합되어 있다.
인터콤은 거주자와 건물 입구 사이에 한 번의 연결만 필요한 주택부터 모든 개별 아파트에 인터컴 하드웨어를 설치해야 하는 다세대 아파트까지 다양한 자산에 사용된다. 일부에는 비디오가 장착되어 있으며 배선(전기 설비)은 전기 충격을 제어하면서 몇 쌍(4~6쌍)으로 외부에 연결할 수 있다. 최신 세대는 컴퓨터와도 호환되며 일부 모델에는 TCP/IP 호환이 포함되어 있다.

## 같이 보기
- 전화기
- 팩스
- 핸드폰
- 전관방송
- 전성관
- 원격 측정법